# گره‌سون
گره‌سون (به ترکی استانبولی: Giresun) شهری است در کشور ترکیه که در استان گره‌سون واقع شده‌است. جمعیت این شهر بر اساس سرشماری سال ۲۰۰۸ میلادی ۹۰٬۰۳۴ نفر و بر اساس برآوردهای سال ۲۰۰۹ میلادی ۹۰٬۸۲۷ نفر می‌باشد.